# Grodno Barbarians
I Grodno Barbarians sono una squadra di football americano di Hrodna, in Bielorussia, fondata nel 2011.

## Dettaglio stagioni

### Tornei nazionali

#### Campionato

##### Campionato bielorusso
| Stagione | regular season | regular season | regular season | regular season | regular season | regular season | playoff | playoff | playoff | playoff | playoff | playoff    | playoff       |
|          | Vin            | Par            | Per            | Tot            | PF             | PS             | Vin     | Per     | Tot     | PF      | PS      | risultato  | avversaria    |
| -------- | -------------- | -------------- | -------------- | -------------- | -------------- | -------------- | ------- | ------- | ------- | ------- | ------- | ---------- | ------------- |
| 2018     | 0              | 0              | 3              | 3              | 19             | 125            | 0       | 1       | 1       | 0       | 65      | Semifinale | Minsk Litwins |
| 2019     | 1              | 0              | 2              | 3              | 21             | 43             | -       | -       | -       | -       | -       | -          | -             |
| Totale   | 1              | 0              | 5              | 6              | 40             | 168            | 0       | 1       | 1       | 0       | 65      |            |               |

Fonti: Enciclopedia del Football - A cura di Roberto Mezzetti

### Tornei internazionali

#### Eastern League of American Football
| Stagione | regular season | regular season | regular season | regular season | regular season | regular season | playoff | playoff | playoff | playoff | playoff | playoff   | playoff    |
|          | Vin            | Par            | Per            | Tot            | PF             | PS             | Vin     | Per     | Tot     | PF      | PS      | risultato | avversaria |
| -------- | -------------- | -------------- | -------------- | -------------- | -------------- | -------------- | ------- | ------- | ------- | ------- | ------- | --------- | ---------- |
| 2016     | 2              | 0              | 4              | 6              | 59             | 130            | -       | -       | -       | -       | -       | -         | -          |
| Totale   | 2              | 0              | 4              | 6              | 59             | 130            | -       | -       | -       | -       | -       |           |            |

Fonti: Enciclopedia del Football - A cura di Roberto Mezzetti

#### Baltic Sea League
| Stagione | regular season | regular season | regular season | regular season | regular season | regular season | playoff | playoff | playoff | playoff | playoff | playoff    | playoff      |
|          | Vin            | Par            | Per            | Tot            | PF             | PS             | Vin     | Per     | Tot     | PF      | PS      | risultato  | avversaria   |
| -------- | -------------- | -------------- | -------------- | -------------- | -------------- | -------------- | ------- | ------- | ------- | ------- | ------- | ---------- | ------------ |
| 2015     | 2              | 0              | 2              | 4              | 54             | 124            | 0       | 1       | 1       | 12      | 44      | Semifinale | Tartu Titans |
| Totale   | 2              | 0              | 2              | 4              | 54             | 124            | 0       | 1       | 1       | 12      | 44      |            |              |

Fonti: Enciclopedia del Football - A cura di Roberto Mezzetti

#### Monte Clark Cup
| Stagione | regular season | regular season | regular season | regular season | regular season | regular season | playoff | playoff | playoff | playoff | playoff | playoff   | playoff    |
|          | Vin            | Par            | Per            | Tot            | PF             | PS             | Vin     | Per     | Tot     | PF      | PS      | risultato | avversaria |
| -------- | -------------- | -------------- | -------------- | -------------- | -------------- | -------------- | ------- | ------- | ------- | ------- | ------- | --------- | ---------- |
| 2017     | 2              | 0              | 2              | 4              | 54             | 70             | -       | -       | -       | -       | -       | -         | -          |
| Totale   | 2              | 0              | 2              | 4              | 54             | 70             | -       | -       | -       | -       | -       |           |            |

Fonti: Enciclopedia del Football - A cura di Roberto Mezzetti

#### Monte Clark Arena Cup
| Stagione | regular season | regular season | regular season | regular season | regular season | regular season | playoff | playoff | playoff | playoff | playoff | playoff     | playoff          |
|          | Vin            | Par            | Per            | Tot            | PF             | PS             | Vin     | Per     | Tot     | PF      | PS      | risultato   | avversaria       |
| -------- | -------------- | -------------- | -------------- | -------------- | -------------- | -------------- | ------- | ------- | ------- | ------- | ------- | ----------- | ---------------- |
| 2019     | 0              | 0              | 2              | 2              | 8              | 40             | 0       | 1       | 1       | 0       | 25      | Sesto posto | Vinnytsia Wolves |
| Totale   | 0              | 0              | 2              | 2              | 8              | 40             | 0       | 1       | 1       | 0       | 25      |             |                  |

Fonti: Enciclopedia del Football - A cura di Roberto Mezzetti

### Riepilogo fasi finali disputate
| Anno              | Luogo   | Evento                | Fase del torneo      | Incontro                             | Risultato |
| 13 settembre 2015 | Basilea | Baltic Sea League     | Semifinale           | Tartu Titans - Grodno Barbarians     | 20 - 0    |
| 30 giugno 2018    | Minsk   | Campionato bielorusso | Semifinale           | Minsk Litwins - Grodno Barbarians    | 65 - 0    |
| 3 marzo 2019      | Minsk   | Monte Clark Arena Cup | Finale 5º - 6º posto | Vinnytsia Wolves - Grodno Barbarians | 25 - 0    |